# 京城神社
京城神社（日语：／ Keijō Jinja；：／）是位於日治朝鮮京畿道京城府（現大韩民国首爾特別市）南山北麓的神社。祭神為天照大神、朝鮮國魂大神、大己貴命、少彥名命。社格為國幣小社。供有京城府民的氏神。南山還有朝鮮神宮與京城護國神社。

## 歷史
京城神社始於1892年（明治25年）前後，朝鲜王朝漢城府（後京城府）居留日本人設置的天照大神遙拜所。
中日甲午战争後的1897年（明治30年），駐漢城日本領事與朝鮮政府結成南山北麓部份區域的永代借地契約。该地临近京城的日本人聚居区:211，日本人居留地會將其闢為「倭城臺公園」，模倣伊势神宫內宮正殿建造了神殿，次年11月3日以天照大神為祭神舉行鎮座式，建立「南山大神宮」。
1915年（大正4年）10月1日，隨神社寺院規則（大正4年朝鲜总督府令第82號）施行，申請建立神社，次年8月22日獲准建立京城神社。1926年（大正15年）3月，氏子總代會決定擴大用地，建造社殿，1929年（昭和4年）9月25日社殿竣工，並增祀國土開發始祖國魂大神、大己貴命、少彥名命。
1936年（昭和11年）8月1日，列國幣小社，並討論大規模改建社殿、擴大用地之事，雖同年6月已設奉贊會，但由於對外戰爭的時局，資材難以入手，並未動工。神社於日本投降，第二次世界大战戰敗後的1945年（昭和20年）11月17日廢止。
京城神社舊址後改作檀君聖祖廟，現屬崇義女子大學用地。

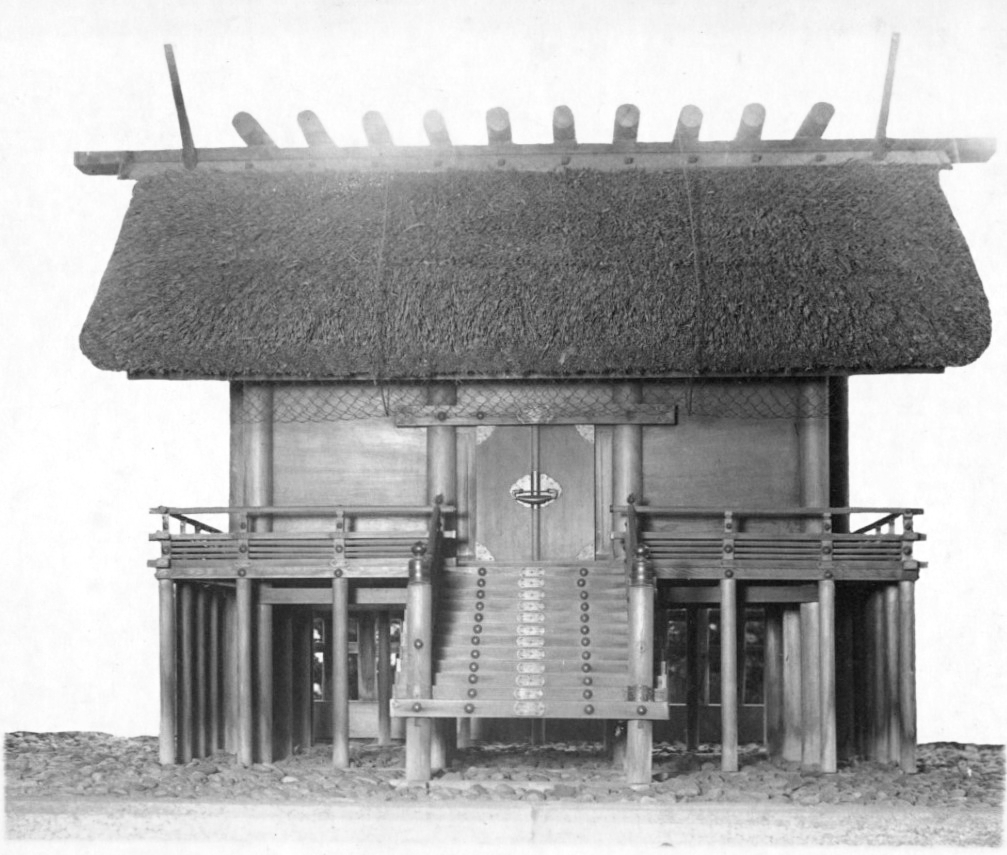
改建前的社殿（约1922年）
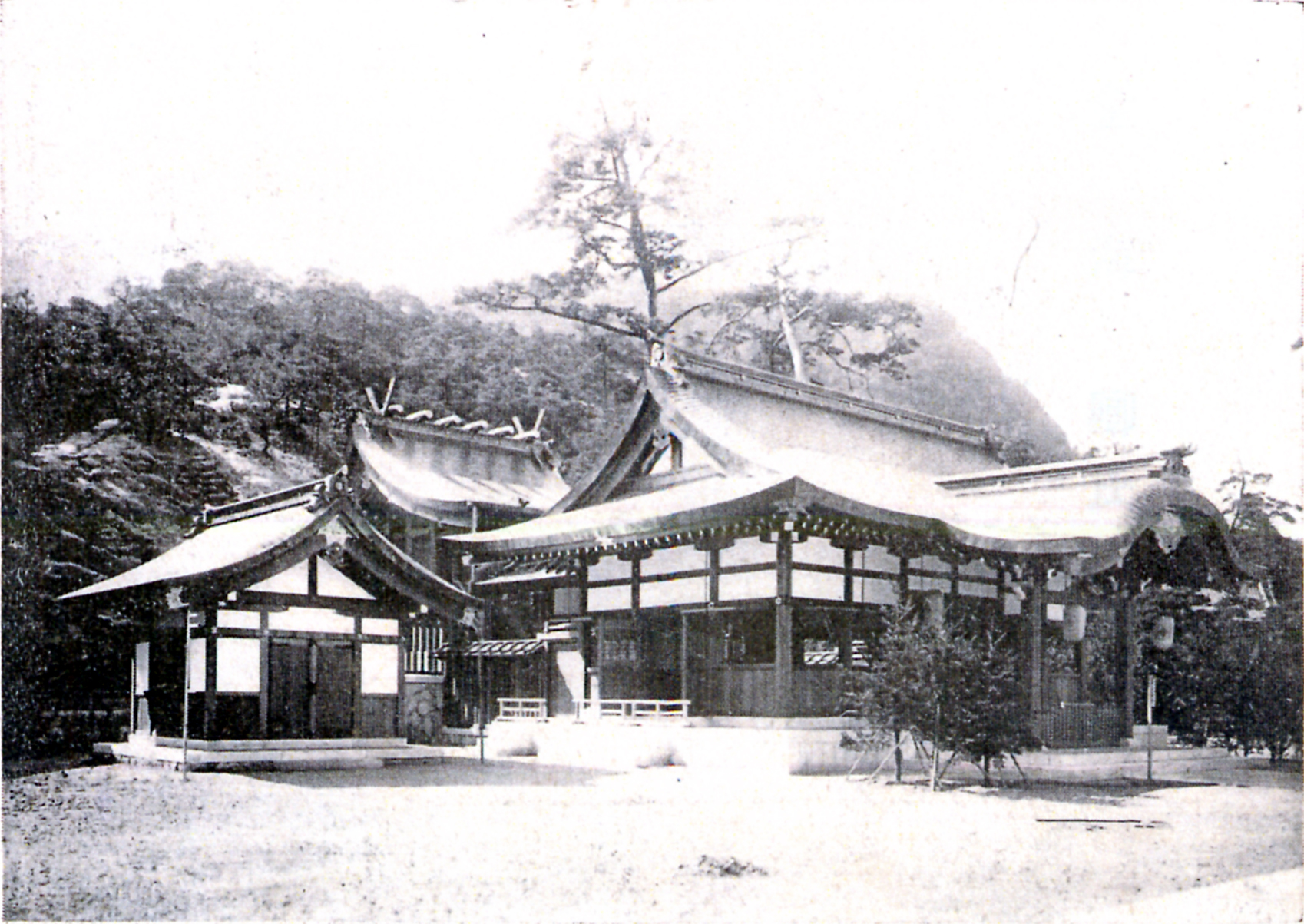
改建之后的拜殿
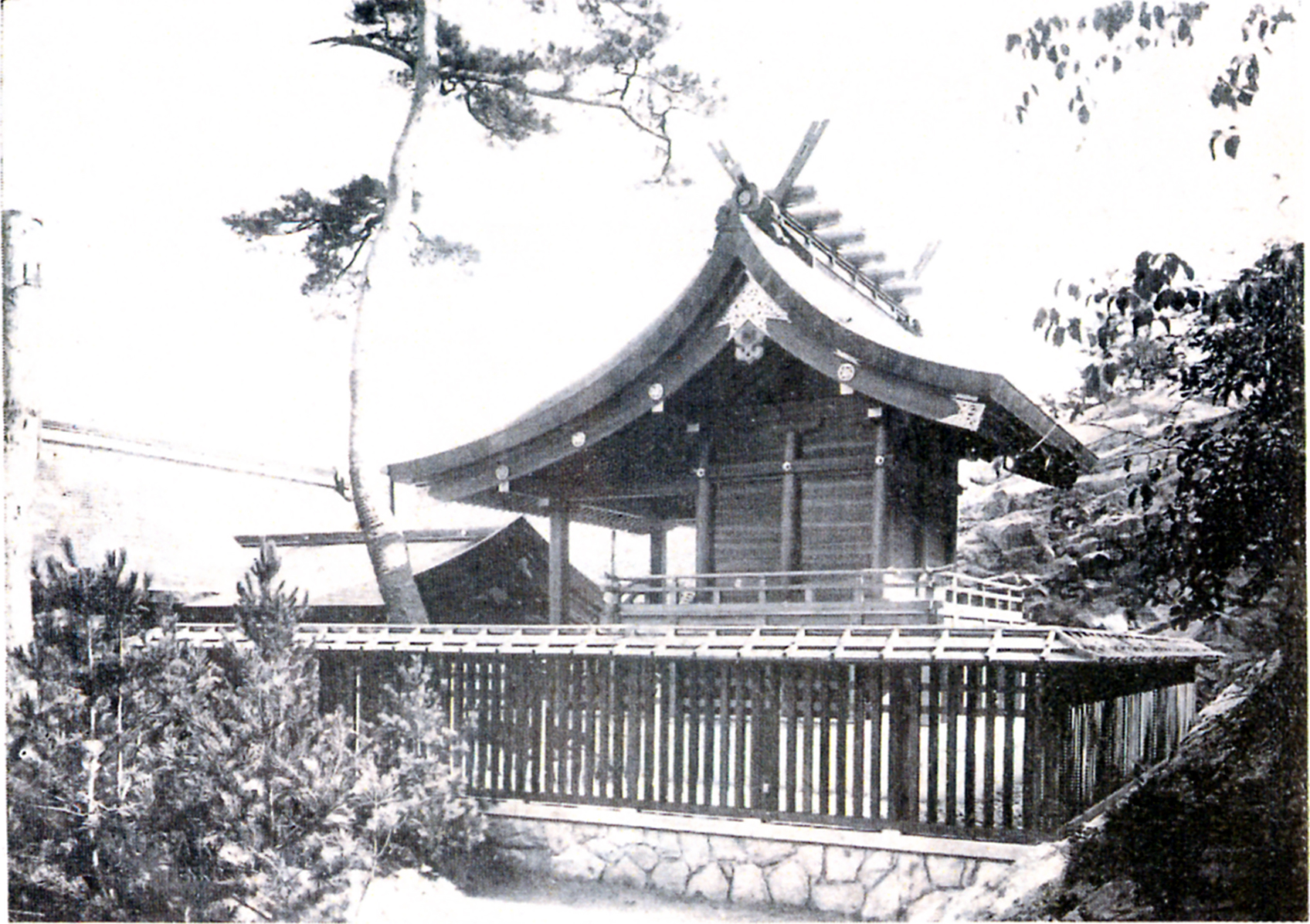
改建之后的本殿
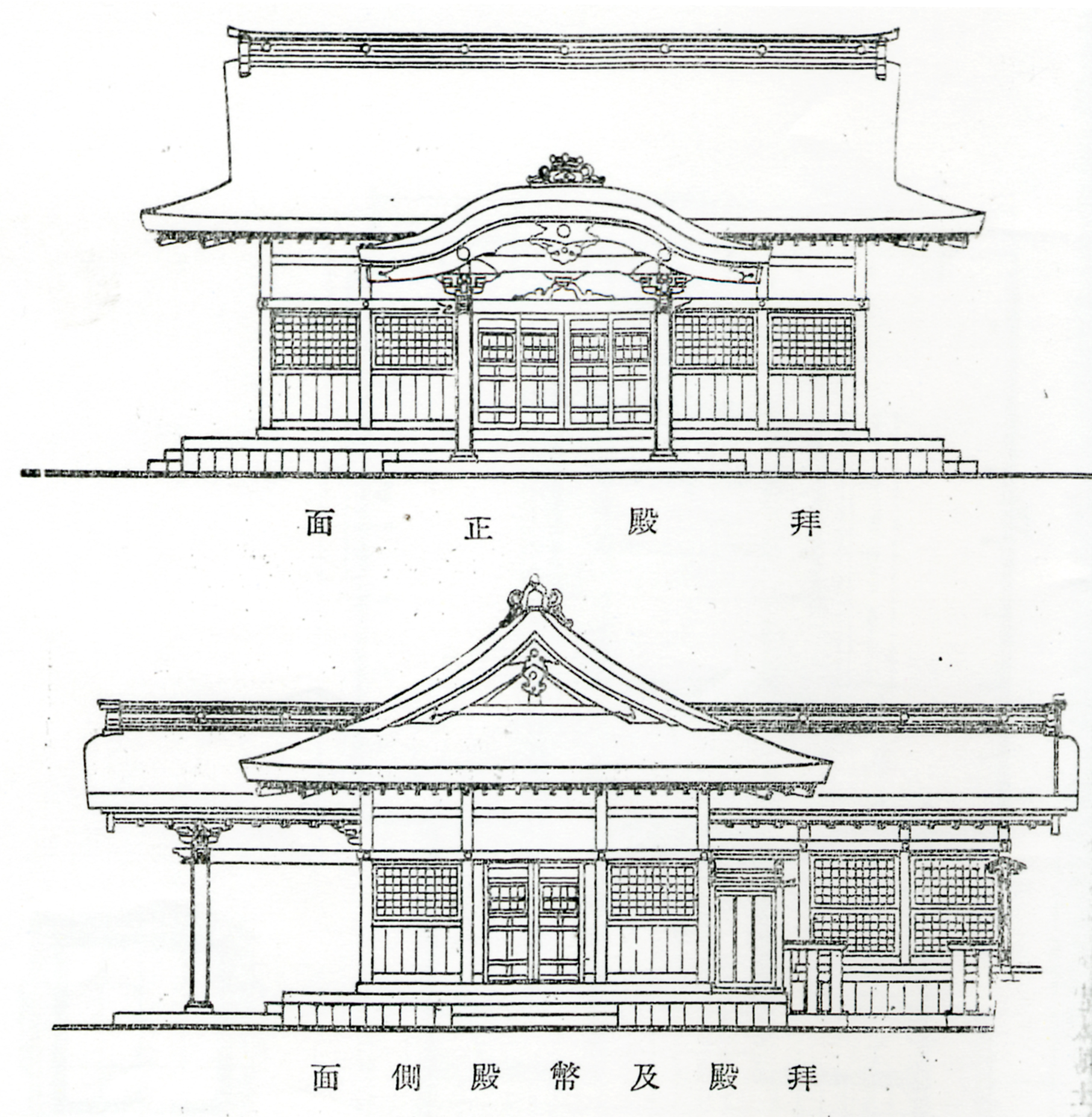
改建后的神殿立面图

## 境内摄社
京城神社境内有以下摄社：
- 乃木神社
- 稻荷宫
- 八幡宫
- 天满宫

### 引用
1. 1 2  . 亞洲歷史資料中心 （日语）.
2. ↑  青井哲人. . 日本建築学会計画系論文集 (日本建筑学会). 1999-07, (521): 211–218  [2021-11-15]. doi:10.3130/aija.64.211_3. （原始内容存档于2022-06-23） （日语）.
3. 1 2  青井哲人.  . 明治聖德記念學會紀要. 2006, 復刊第43號.
4. ↑  . 亞洲歷史資料中心 （日语）.
5. ↑   : 364
6. ↑   : 6
7. ↑  . 亞洲歷史資料中心 （日语）.
8. ↑   : 1
9. ↑  田中正四.  .  . 金剛社. 1961.
10. ↑  . 崇義女子大學.   [2021-11-01]. （原始内容存档于2021-11-01）.
11. ↑  . 神奈川大學.   [2021-11-05]. （原始内容存档于2021-11-05）.

### 來源
- 市秋弘.  . 1932.
- 市秋弘.  . 1937.
- 市秋弘.  . 1943.